# Fuji Taito
Fuji Taito（フジ タイト）は日本のラッパー。

## 来歴
群馬県大泉町で誕生。
2012年頃１５歳で本格的にラップを始め,第1回BAZOOKA!!高校生ラップ選手権に出場した。2016年には現在のBriza Yavaisz Dazeの前身であるUMAを結成し、GRAND MASTERのコンピレーション『SUPER NOVA』に参加するなどした。2017年にはLDH主催のVOCAL BATTLE AUDITIONに参加し、ラップ部門でファイナリストに残っている。
同年暮れには自身初となるEP『BANGAZ』をリリース。
BRIZAとしては2019年8月に『BRIZA I』、同年11月に『BRIZA II』、翌年2月に『BRIZA III』、2021年9月に『BRIZA Ⅳ』と、4本のアルバムをリリースした。
2022年2月4日、ZOT on the WAVE & Fuji Taito名義で「Crayon」を配信でリリース。
Billboard Japan Heatseekers Songsでは最高位2位を記録しトップ10に複数週ランクインするなどし話題となる。

## 音楽性
編集者の二宮慶介は2019年を代表するパンチラインのひとつとして『Top Freestyle』の「売れなくても死なないが / 死んだやつらが許すと思うか」を挙げ、「このフレーズから彼のハードなバックグラウンドが浮かび上がるんです」と評している。日高光啓も2019年のベストトラックのひとつに『Top Freestyle』を選び、同曲の「生の野望に聴者を乗せて引っ張っていく」歌詞を「ヒップホップが持つパワーが日本でどう実現されているかのカッコいい証拠」であると評した。

## ディスコグラフィ

### シングル
| タイトル               | リリース日    | レーベル | 注釈    | 出典   |
| ---------------------- | ------------- | -------- | ------- | ------ |
| I Know You Want A King | 2020年6月10日 | 666/777  | [ * 1 ] | [ 10 ] |
| Crayon                 | 2022年2月4日  |          | [ * 2 ] | [ 11 ] |

## 参加楽曲
| アーティスト       | 曲                                       | リリース日    | アルバム |               |
| ------------------ | ---------------------------------------- | ------------- | -------- | ------------- |
| Briza Yavaisz Daze | 曇天晴れた (feat. Sawaki & Fuji Taito)   | 2021年9月19日 | BRIZA Ⅱ  | [ 12 ]        |
| T-Pablow           | CRESCENT MOON (feat. Fuji Taito & SEEDA) | 2023年3月22日 |          | [ 13 ] [ 14 ] |